# 加古川市立平岡南小学校
加古川市立平岡南小学校（かこがわしりつ ひらおかみなみしょうがっこう）は、兵庫県加古川市平岡町二俣に所在する公立小学校。

## 沿革
- 1971年（昭和46年）4月1日 - 開校。

## 通学区域
- 野口町二屋の一部
- 平岡町二俣（平岡小学校校区を除く）
- 平岡町中野
- 平岡町八反田
- 平岡町一色
- 平岡町一色西1丁目
- 平岡町一色西2丁目
- 平岡町一色東1丁目
- 平岡町一色東2丁目
- 平岡町一色東3丁目
- 別府町別府の一部
- 別府町西脇の一部

出典
卒業後は基本的に加古川市立平岡南中学校に進学する。

## 通学区域が隣接している学校
- 加古川市立平岡小学校
- 加古川市立野口南小学校
- 加古川市立別府小学校
- 播磨町立播磨西小学校

## 主な出身者
- 馬場ゆりか（バレーボール選手：KUROBEアクアフェアリーズ）